# Castelo de Ebenthal

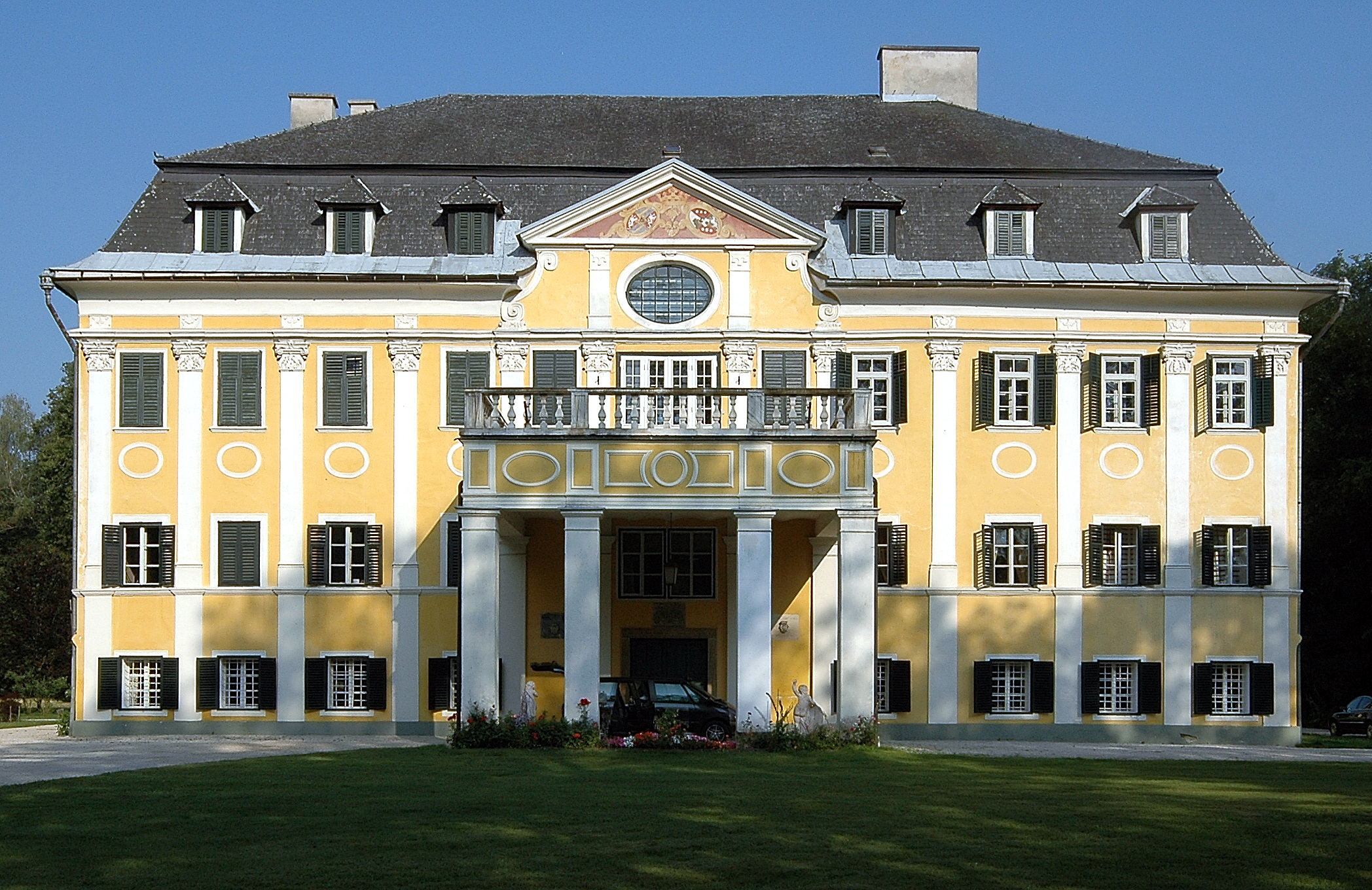

O Castelo de Ebenthal está localizado na cidade de Ebenthal, em Caríntia, Áustria.
Foi construído durante o século XV, por Christoph von Neuhaus, e reformado diversas vezes. Um andar com gabletes e um relógio foram adicionados no século XVIII. Em 14 de setembro de 1567, o castelo recebeu o nome de Ebenthal por seu novo dono, Carlos II. Em 1704, foi adquirido pelo Conde de Goëss, cuja família até os dias de hoje é proprietária do Castelo de Abenthal.
No primeiro andar e na ala leste do castelo, estão tetos construídos por Kilian Pittner, por volta de 1720; e por Marx J. Pittner na ala oeste, por volta de 1760.
Pertenceu à Casa de Saxe-Coburgo-Gota. No castelo nasceu, a 15 de setembro de 1870, Luís Gastão Clemente Maria Miguel Gabriel Rafael Gonzaga de Saxe-Coburgo e Bragança, filho mais novo da princesa Leopoldina do Brasil e de seu marido, Luís Augusto de Saxe-Coburgo-Gota. E lá faleceu o seu avô, Príncipe Augusto Luís Victor de Saxe-Coburgo-Gota, a 26 de julho de 1881.
O castelo abriga uma faculdade agricultural para economia residencial, desde 1953. Em 1988, também se tornou um museu.